# Guide to Reference
La Guide to Reference è stata una base di conoscenza di pubblicazioni eterogenee suddivise per codice numerico identificativo e indice tematico, che si prefiggeva lo scopo di selezionare le migliori risorse informative disponibili sia in Internet che in formato cartaceo.
Generalmente riportava il titolo e gli estremi della pubblicazione (monografie e altri libri, articoli, periodici, enciclopedie, dizionari, tesi e dissertazioni, genealogie e atti governativi, letteratura grigia), e, in rari casi, la pubblicazione completa.
Era intesa come uno strumento autorevole a supporto dei bibliotecari per rispondere alle domande dell'utenza, per l'addestramento del personale interno, per la decisione dei titoli da acquistare o da mettere a catalogo.

Aggiornata in base al numero e importanza dei nuovi titoli da catalogare, a cura di una squadra di bibliotecari addetti al reference e di esperti dei soggetti tematici, è ancora accessibile al pubblico, previa richiesta agli addetti delle biblioteche che risultino iscritte.
La Guide to Reference Books era l'edizione cartacea pubblicata regolarmente dalla Associazione Americana Biblioteche a partire dal 1902, che a vario titolo rimase per quasi un secolo il principale punto di riferimento per le biblioteche universitarie degli Stati Uniti, perdendo in popolarità solamente negli anni 2000 a seguito della diffusione delle banche dati informatiche (non cartacee). 
Per questo motivo, fu sostituita nel 2008 dalla Guide to Reference di Internet, aggiornata al 2014 e dal 31 marzo 2016 non più attiva su Internet.

## Storia
La prima curatrice dell Guide to Reference fu Alice Bertha Kroeger, responsabile della Biblioteca della Università Drexel di Filadelfia, che pubblicò un libro di 104 pagine indirizzato a studenti e professionisti all'interno della comunità dei bibliotecari. L'indice aveva a sua volta una scelta di indici secondari che presentavano una bibliografia critica di tipo ragionato e selezionato per soggetto tematico al fine di formare il bibliotecario in merito alle migliori risorse disponibili nel mercato, per i temi più diversi.
Le prime due edizioni furono pubblicate nel 1902 e 1907 dalla Associazione Biblioteche Americana, col titolo completo di Guide to the Study and Use of Reference Books: A Manual for Librarians, Teachers and Students.
Nel 1909 la ALA affidò la guida del progetto a Isadore Gilbert Mudge, responsabile dell'attività di catalogazione presso la biblioteca della Columbia University, che diede un'impostazione organizzativa nella sostanza rimasta immutata per tre decenni, secondo la quale il bibliotecario era chiamato a ricoprire quattro ruoli differenti: "autore, amministratore, curatore degli indici, e addetto al servizio pubblico (di livello specializzato)" (Plotnik, 130). Infatti, il lavoro di indicizzazione era svolto in parallelo al normale carico di lavoro, dato dallo sviluppo e manutenzione dell'offerta bibliotecaria, e dall'assistenza a studenti e docenti universitari per le rispettive esigenze di ricerca bibliografica. 

Uscirono in stampa la New Guide to Reference Books inel 1923, e la Guide to Reference Books nel 1929.
Dopo trent'anni di gestione e quattro edizioni pubblicate, Mudge passò il testimone del progetto a Constance Mabel Winchell, suo successore anche alla Biblioteca della Columbia University. La Winchell ristrutturò l'indice, classificando i titoli per soggetti tematici come era già prassi diffusa nelle biblioteche dipartimentali delle università. L'indice crebbe notevolmente fino a divenire un tomo, che nell'ottava edizione del 1967 poteva contare 7.500 titoli.
Nel 1967 Eugene P. Sheehy divenne responsabile alla Columbia University e, come il suo predecessore, anche curatore della Guide to Reference per conto della Associazione Americana Biblioteche, dopo esser stato per anni assistente della Winchell e aver fatto proprio il suo metodo di selezione e di organizzazione del materiale bibliografico. 

Restando fermi alla ottava edizione del 1967, iniziò a pubblicare allegati integrativi della Guida nel 1968, 1970 e 1972, per indicizzare materiale di nuova pubblicazione o di recente scoperta: si arrivò alla nona edizione del 1976, ampliata,  riveduta e corretta. L'edizione del 1976 fu la prima ad includere un indice delle banche dati elettroniche ritenute autorevoli. Sheehy continuò ad aggiungere supplementi alla nona edizione, finché non lasciò l'incarico nel 1986.

## Dagli anni 2000
La responsabilità della decima e undicesima edizione fu assunta da Robert Balay, direttore di Choice magazine, la rivista specializzata della Association of College and Research Libraries. Da progetto in prevalenza centralistico, la Guida divenne un progetto collaborativo aperto a contributori delle biblioteche sparse in tutto il Paese.
La Guide to Reference perse lettori che le preferivano banche dati elettroniche come EBSCOhost e JSTOR, finché Robert H. Kieft, bibliotecario dell'Haverford College, riuscì in parte a rilanciare la Guide to Reference con la dodicesima edizione dell'anno 2009, la prima in formato cartaceo e digitale. Come accennato in precedenza, il sito non è più attivo dal 2016.